# Brasil Open 2008 - Qualificazioni singolare
Le qualificazioni del singolare  del Brasil Open 2008 sono state un torneo di tennis preliminare per accedere alla fase finale della manifestazione. I vincitori dell'ultimo turno sono entrati di diritto nel tabellone principale. In caso di ritiro di uno o più giocatori aventi diritto a questi sono subentrati i lucky loser, ossia i giocatori che hanno perso nell'ultimo turno ma che avevano una classifica più alta rispetto agli altri partecipanti che avevano comunque perso nel turno finale.
Le qualificazioni del torneo Brasil Open  2008 prevedevano 32 partecipanti di cui 4 sono entrati nel tabellone principale.

## Teste di serie
1. Máximo González (primo turno)
2. Marcel Granollers (primo turno)
3. Rubén Ramírez Hidalgo (primo turno)
4. Éric Prodon (primo turno)

1. Pablo Andújar (primo turno)
2. Alberto Martín (ultimo turno)
3. Oliver Marach (secondo turno)
4. Daniel Gimeno Traver (primo turno)

## Qualificati
1. Eduardo Schwank
2. Daniel Muñoz de la Nava

1. Francesco Aldi
2. Sebastian Decoud

## Tabellone

### Legenda
| - Q = Qualificato - WC = Wild card - LL = Lucky loser | - ALT = Alternate - SE = Special Exempt - PR = Protected Ranking | - w/o = Walkover - r = Ritirato - d = Squalificato |

### Sezione 1
|  | Primo turno           | Primo turno           | Primo turno           | Primo turno | Primo turno |  |  | Secondo turno   | Secondo turno   | Secondo turno   | Secondo turno  | Secondo turno |   |   | Ultimo turno | Ultimo turno    | Ultimo turno | Ultimo turno | Ultimo turno |  |
|  |                       |                       |                       |             |             |  |  |                 |                 |                 |                |               |   |   |              |                 |              |              |              |  |
|  |                       | David Marrero         | David Marrero         | 6           | 6           |  |  |                 |                 |                 |                |               |   |   |              |                 |              |              |              |  |
|  | 1                     | Máximo González       | Máximo González       | 4           | 4           |  |  | David Marrero   | David Marrero   | 6               | 64             | 2             |   |   |              |                 |              |              |              |  |
|  | Eduardo Schwank       | Eduardo Schwank       | Eduardo Schwank       | 7           | 6           |  |  | Eduardo Schwank | Eduardo Schwank | 2               | 7              | 6             |   |   |              |                 |              |              |              |  |
|  | Caio Zampieri         | Caio Zampieri         | Caio Zampieri         | 63          | 4           |  |  |                 |                 |                 |                |               |   |   |              | Eduardo Schwank | 6            | 1            | 6            |  |
|  | Diego Junqueira       | Diego Junqueira       | Diego Junqueira       | 7           | 6           |  |  |                 |                 | 6               | Alberto Martín | 3             | 6 | 3 |              |                 |              |              |              |  |
|  | Daniel Dutra Da Silva | Daniel Dutra Da Silva | Daniel Dutra Da Silva | 6(1)        | 0           |  |  |                 | Diego Junqueira | Diego Junqueira | 4              | 6(1)          |   |   |              |                 |              |              |              |  |
|  | 6                     | Alberto Martín        | Alberto Martín        | 7           | 6           |  |  | 6               | Alberto Martín  | Alberto Martín  | 6              | 7             |   |   |              |                 |              |              |              |  |
|  |                       | Henrique Cunha        | Henrique Cunha        | 63          | 3           |  |  |                 |                 |                 |                |               |   |   |              |                 |              |              |              |  |

### Sezione 2
|  | Primo turno       | Primo turno             | Primo turno       | Primo turno | Primo turno |  |  | Secondo turno           | Secondo turno           | Secondo turno     | Secondo turno | Secondo turno |   |   | Ultimo turno            | Ultimo turno            | Ultimo turno            | Ultimo turno | Ultimo turno |  |
|  |                   |                         |                   |             |             |  |  |                         |                         |                   |               |               |   |   |                         |                         |                         |              |              |  |
|  |                   | Daniel Muñoz de la Nava | 2                 | 6           | 6           |  |  |                         |                         |                   |               |               |   |   |                         |                         |                         |              |              |  |
|  | 2                 | Marcel Granollers       | 6                 | 3           | 1           |  |  | Daniel Muñoz de la Nava | Daniel Muñoz de la Nava | 2                 | 7             | 7             |   |   |                         |                         |                         |              |              |  |
|  | André Ghem        | André Ghem              | 7                 | 1           | 6           |  |  | André Ghem              | André Ghem              | 6                 | 6(1)          | 64            |   |   |                         |                         |                         |              |              |  |
|  | Simone Vagnozzi   | Simone Vagnozzi         | 69                | 6           | 2           |  |  |                         |                         |                   |               |               |   |   | Daniel Muñoz de la Nava | Daniel Muñoz de la Nava | Daniel Muñoz de la Nava | 6            | 6            |  |
|  | Vasilīs Mazarakīs | Vasilīs Mazarakīs       | Vasilīs Mazarakīs | 6           | 7           |  |  |                         |                         | Júlio Silva       | Júlio Silva   | Júlio Silva   | 1 | 4 |                         |                         |                         |              |              |  |
|  | Leonardo Azzaro   | Leonardo Azzaro         | Leonardo Azzaro   | 2           | 5           |  |  | Vasilīs Mazarakīs       | Vasilīs Mazarakīs       | Vasilīs Mazarakīs | 4             | 1r            |   |   |                         |                         |                         |              |              |  |
|  |                   | Júlio Silva             | 5                 | 6           | 6           |  |  | Júlio Silva             | Júlio Silva             | Júlio Silva       | 6             | 3             |   |   |                         |                         |                         |              |              |  |
|  | 5                 | Pablo Andújar           | 7                 | 3           | 3           |  |  |                         |                         |                   |               |               |   |   |                         |                         |                         |              |              |  |

### Sezione 3
|  | Primo turno           | Primo turno           | Primo turno           | Primo turno | Primo turno |  |  | Secondo turno   | Secondo turno    | Secondo turno    | Secondo turno    | Secondo turno    |   |   | Ultimo turno   | Ultimo turno   | Ultimo turno   | Ultimo turno | Ultimo turno |  |
|  |                       |                       |                       |             |             |  |  |                 |                  |                  |                  |                  |   |   |                |                |                |              |              |  |
|  |                       | Franco Ferreiro       | 6                     | 64          | 7           |  |  |                 |                  |                  |                  |                  |   |   |                |                |                |              |              |  |
|  | 3                     | Rubén Ramírez Hidalgo | 4                     | 7           | 63          |  |  | Franco Ferreiro | Franco Ferreiro  | 6                | 2                | 0                |   |   |                |                |                |              |              |  |
|  | Francesco Aldi        | Francesco Aldi        | Francesco Aldi        | 6           | 6           |  |  | Francesco Aldi  | Francesco Aldi   | 3                | 6                | 6                |   |   |                |                |                |              |              |  |
|  | Adam Vejmelka         | Adam Vejmelka         | Adam Vejmelka         | 4           | 3           |  |  |                 |                  |                  |                  |                  |   |   | Francesco Aldi | Francesco Aldi | Francesco Aldi | 6            | 6            |  |
|  | Horacio Zeballos      | Horacio Zeballos      | Horacio Zeballos      | 6           | 6           |  |  |                 |                  | Horacio Zeballos | Horacio Zeballos | Horacio Zeballos | 1 | 2 |                |                |                |              |              |  |
|  | Juan Martín Aranguren | Juan Martín Aranguren | Juan Martín Aranguren | 4           | 4           |  |  |                 | Horacio Zeballos | Horacio Zeballos | 7                | 6                |   |   |                |                |                |              |              |  |
|  | 7                     | Oliver Marach         | Oliver Marach         | 6           | 6           |  |  | 7               | Oliver Marach    | Oliver Marach    | 5                | 4                |   |   |                |                |                |              |              |  |
|  |                       | Andre Baran           | Andre Baran           | 3           | 1           |  |  |                 |                  |                  |                  |                  |   |   |                |                |                |              |              |  |

### Sezione 4
|  | Primo turno      | Primo turno          | Primo turno          | Primo turno | Primo turno |  |  | Secondo turno    | Secondo turno    | Secondo turno    | Secondo turno    | Secondo turno |   |   | Ultimo turno | Ultimo turno | Ultimo turno | Ultimo turno | Ultimo turno |  |
|  |                  |                      |                      |             |             |  |  |                  |                  |                  |                  |               |   |   |              |              |              |              |              |  |
|  |                  | Marc López           | Marc López           | 6           | 6           |  |  |                  |                  |                  |                  |               |   |   |              |              |              |              |              |  |
|  | 4                | Éric Prodon          | Éric Prodon          | 1           | 1           |  |  | Marc López       | Marc López       | Marc López       | 6                | 6             |   |   |              |              |              |              |              |  |
|  | Daniel Köllerer  | Daniel Köllerer      | Daniel Köllerer      | 6           | 6           |  |  | Daniel Köllerer  | Daniel Köllerer  | Daniel Köllerer  | 4                | 3             |   |   |              |              |              |              |              |  |
|  | Nick Lindahl     | Nick Lindahl         | Nick Lindahl         | 3           | 0           |  |  |                  |                  |                  |                  |               |   |   | Marc López   | Marc López   | 6            | 4            | 2            |  |
|  | Sebastian Decoud | Sebastian Decoud     | Sebastian Decoud     | 6           | 6           |  |  |                  |                  | Sebastian Decoud | Sebastian Decoud | 2             | 6 | 6 |              |              |              |              |              |  |
|  | Fernando Romboli | Fernando Romboli     | Fernando Romboli     | 4           | 3           |  |  | Sebastian Decoud | Sebastian Decoud | 2                | 6                | 6             |   |   |              |              |              |              |              |  |
|  |                  | João Souza           | João Souza           | 6           | 6           |  |  | João Souza       | João Souza       | 6                | 2                | 4             |   |   |              |              |              |              |              |  |
|  | 8                | Daniel Gimeno Traver | Daniel Gimeno Traver | 2           | 1           |  |  |                  |                  |                  |                  |               |   |   |              |              |              |              |              |  |